# カンニング (お笑いコンビ)
カンニングは、日本のお笑いコンビである。サンミュージック所属。1992年に結成したが、メンバーの中島が死去したため、2006年活動休止。

## メンバー
竹山 隆範（たけやま たかのり）
福岡県出身。ボケ担当。
個人としての活動の詳細は、カンニング竹山を参照のこと。
中島 忠幸（なかしま ただゆき）
福岡県出身。ツッコミ担当。
個人としての活動の詳細は、中島忠幸を参照のこと。
ただし、番組では、2人とも、ボケ・ツッコミ関係ない役割に回ることも珍しくない。

## 経歴
小学校3年生からの同級生である竹山隆範と中島忠幸が、東京で再会し「カンニング」を結成。デビュー当時は渡辺プロダクションに所属しており、竹山が赤で中島が青のタキシードを着て正統派漫才をしていたが、さっぱり売れず早々と事務所を退社。その後フリーフォークスという当時先輩芸人であったMANZAI-Cの個人事務所に所属していたが、うまくいかず事務所が倒産してしまい借金だけが残った。その後渡辺プロダクションの次に所属していたサンミュージック企画プロジェクトGETに再所属。売れないことを逆手にした『キレ芸』を売りにしてブレイクする。
2001年に『虎の門』のコーナー「お笑いTIGER'S GATE」内で一部から賞賛を受け、次第に番組のセミレギュラーに昇格した。
2003年に『めちゃ2イケてるッ!』のコーナー「笑わず嫌い王決定戦」に出演して注目を集める。この時は「中野のケーブルテレビでは人気者」と紹介された。
2004年、すでに結成10年を超えて出られなかった第4回M-1グランプリに覆面をして「とんこつなんこつ」のコンビ名で出場、3回戦まで進出した。その後、『笑いの金メダル』でも同コンビ名&覆面姿でネタを披露した。同年10月21日に左とん平のカバーで日本クラウンからCDデビューを果たした。その発売記念イベントなども行われたがさっぱり売れなかった。そのほかにも売れないことを逆手に取った自虐ネタを持ちネタとし、2004年にかけてお笑いブームの波に乗って一躍人気芸人の仲間入りを果たした。
2004年12月初旬に中島が急性リンパ球性白血病で長期休養することになり、そのタイミングで竹山が「カンニング竹山」の名でピン芸人として芸能活動を続ける事になった。中島の闘病中、竹山は出演料を2人分に分け、中島の分を治療費の一部にあてていたという。ただ竹山によれば、これは美談ではなく「闘病中も中島とネタの相談をしていたため、必然的に出演料も分ける必要があると考えた」としていた。2005年、DVD『カンニングの思い出づくり』を発売。中島の復帰は当初「年内から2006年春、遅くとも4月末頃には復帰」と言われていたが、予定から大幅に伸びてしまい4月には復帰できていなかった。2006年11月には退院し「2007年5月ごろに復帰」との情報が出たものの、直後に再入院し、2006年12月20日、ウイルス性肺炎の発症のため死去（享年35）。最後のTV出演は2005年1月22日放送エンタの神様内でカンニング竹山が一時退院中の中島にかけた携帯電話での声のみの出演だった。
中島の死去により、コンビは実質的な解散となったが、竹山は「カンニング竹山」としてソロ活動をして行く事を宣言した。これについて竹山は「自分が一人で活躍することによって、カンニングというコンビを忘れないでもらえる」と発言している。

## エピソード
- コンビ名は中島の見た夢に由来する。名前を何にしようかと迷っている時に中島に『昨日夢見てさ、なんか俺達がさ、なんかでっかいホールかなんかでワーって出よったらね、カンニングーって紹介されて出てきたんよ。そしたら客がワーって沸いたんよ。だから“カンニング”がよかろうもん?』と言われ、コンビ名をカンニングとした[5]。
- ネタでは竹山がキレて中島がツッコミながら宥めるスタイルが通例だったが、実際は中島が短気でキレやすい性格であり、爆笑オンエアバトル出演後に番組プロデューサーからキレ芸を否定された際に中島がどなりかえしたり、エンタの神様2回目の出演で竹山がネタ中に問題を起こして3回目に出演した際、反省の態度があまり見られない竹山に激昂して終盤に土下座での謝罪にこぎつけたこともある。
- 竹山は不動産屋でアルバイトをしていた時期があり、中島は中野区の「わしや」という惣菜屋で副店長まで任されていた。お笑い界きっての料理の腕で知られる。その為「いつかは小さな店を開き、中島が厨房で料理を作り竹山が接客して、馴染みの客に芸人時代のことを照れながら話してみたい」と（冗談半分ではあっただろうが）語ったことがある。
- エンタの神様などの番組では数々の問題も起こしている。五味一男曰く、「昔のビートたけし、とんねるずみたいな感じ」とのこと。
- ズバリ言うわよ!にゲスト出演時、ネタ見せと鑑定で長井秀和ら他の芸人のネタでは顔色一つ変えなかった細木数子から、「面白かった。けれどコンビでの仲の悪さが見えてる」と言われた。同じく細木数子出演の『幸せって何だっけ 〜カズカズの宝話〜』で竹山は「38歳辺りまでに結婚したほうがいい」と言われ、番組を通じて同棲中の女性にプロポーズし、その後『FNS25時間テレビ』で「2007年春には正式に結婚する」と発表し、予告通り自身の誕生日である2007年3月30日に結婚した。
- 中島が死去した翌日、竹山は記者会見を開いた。落ち込んだ様子で「正直、とても残念」「中島は戦友だし、夫婦みたいなものです」と述べた。
- ロックバンド「Janne Da Arc」の応援リーダーとしても活動したが、アルバムCDの告知CMでキレまくっていた為か、ファンから「Janne Da Arcに近づくな!」などの抗議が来たと後日『ミュージックステーション』で語った。この際、『絶対買うなよ!』とCMでキレたら（Janne Da Arc）CDは沢山売れたが、自分達のCD（「ヘイ・ユウ・ブルース」）で同じことをやったら本当に売れなかった、とも語っていた。
- 中島の命日には竹山が毎年SNSで追悼している[6]。

## 出演していた番組
- 虎の門（テレビ朝日）『虎ノ門』時代から出演
- うたばん（TBS） アーティストとしてゲスト出演
- エンタの神様（日本テレビ）キャッチコピーは「遅れてきた反抗期」
  - 2004年6月5日放送
  - 2004年7月10日放送
  - 2004年8月28日放送
- カンニングのDAI安吉日!（BSフジ）
- 湘南バンクTV（テレビ神奈川）毎月第2・第4土曜日
- 笑いの金メダル（朝日放送）
- DAI★安BSフジNAVI（BSフジ）
- 爆笑オンエアバトル（NHK総合）戦績0勝3敗 最高269KB
- めちゃ×2イケてるッ!（フジテレビ） 「笑わず嫌い王決定戦」のコーナー
- 内村プロデュース（テレビ朝日）
- カンニングTV!!（NHK）

etc…

## 出演作品

### CD
- カンニングのヘイ・ユウ・ブルース（日本クラウン）2004/10/21

### DVD
- エンタの神様 ベストセレクション Vol.1（バップ）2004/12/22
- カンニングの思い出づくり（ポニーキャニオン）2005/1/14[7]
- イエヤス 爆笑セレクション Vol.4（ビデオメーカー）2005/12/23

### インターネットコンテンツ
- ショートカッツ-実写版- 中島 ＃14 犬おやじ・竹山 ＃18 黒坂先生（小学館マイクロムービーズ）
- カンニングの恋愛中毒（GYAO）[8]